# لي زياومينغ
لي زياومينغ (بالصينية: 李晓明) (1 يناير 1957 بتشيدونغ في الصين - ) هو عالم حاسوب ولاعب كرة قدم صيني في مركزي الوسط والدفاع. لعب مع شانغهاي غرينلاند شينهوا ونادي هينان جيانيي.

## روابط خارجية
- لي زياومينغ على موقع قاعدة بيانات كرة القدم.إي يو (الإنجليزية)
- لي زياومينغ على موقع Soccerway.com (الإنجليزية)